# Cris Groenendaal
Cris Groenendaal (Erie, 17 febbraio 1948) è un attore teatrale e cantante statunitense, noto soprattutto come interprete di musical.

## Biografia
Dopo gli studi canori con Frederick Jagel, Cris Groenendaal debuttò a Broadway nel 1979 nella produzione originale di Sweeney Todd con Angela Lansbury e Len Cariou; faceva parte dell'ensemble, ma dopo alcuni mesi sostituì definitivamente Victor Garber nel ruolo di Anthony Hope; avrebbe continuato a ricoprire la parte fino alla fine delle repliche del musical a Broadway nel 1981.
Nel 1983 fu l'eponimo protagonista nel Candide di Leonard Bernstein alla New York City Opera, dove tornò l'anno dopo per cantare ancora come Anthony in Sweeney Todd, un ruolo che nel corso della stagione cantò anche alla Houston Grand Opera. Sempre nel 1984 recitò nella prima mondiale del musical premio Pulitzer Sunday in the Park with George nel ruolo del barcaiolo; quando l'attore protagonista, Mandy Patinkin, lasciò il cast nel 1985, Groenendaal lo sostituì per alcuni mesi nel ruolo di Georges Seurat.
Dopo aver recitato ancora in Sweeney Todd e in diverse produzioni di South Pacific, No, No Nanette, Pardon My English e Kismet, Groenendaal interpretò Monsieur André nella produzione originale di Broadway del musical The Phantom of the Opera di Andrew Lloyd Webber; nel 1989, dopo aver preso parte al tour canadese del musical, tornò a recitare nell'allestimento di Broadway, questa volta nel ruolo dell'eponimo protagonista.
Nel 1994 fu il Maggiore Rizzoli nella produzione originale di Passion con Donna Murphy e nel 1996 interpretò il Miles Gloriousus in A Funny Thing Happened on the Way to the Forum con Nathan Lane, in quella che fu la sua ultima apparizione a Broadway. Nel 1998 si unì al tour statunitense del musical Ragtime e nel 2002 tornò a recitare in Sunday in the Park with George in scena al Kennedy Center.

## Filmografia

### Televisione
- The Doctors - serie TV, 3 episodi (1980)
- American Playhouse - serie TV, 1 episodio (1986)

### Doppiaggio
- Pocahontas, regia di Mike Gabriel ed Eric Goldberg (1995)